# Tito Beltrán
Tito Ernesto Beltrán, tidigare Ernesto Beltrán Aguilar, född 1 juli 1965 i Punta Arenas, Chile, är en chilensk operasångare (tenor).

## Biografi

### Utbildning
Tito Beltrán lämnade Chile 1986 för att studera i Sverige. Han har studerat sång för Otto Kern och Robin Stapleton vid Musikhögskolan vid Göteborgs universitet. Beltrán är lyrisk tenor och specialiserad på italiensk operatradition.

### Opera
Beltrán har bland annat sjungit i verk av Giuseppe Verdi och Giacomo Puccini. Han har uppträtt på olika operahus runtom i världen och medverkat i olika tv-shower. I februari 2007 framträdde han på Kungliga operan i Stockholm i Verdis La Traviata och Puccinis Tosca. Beltráns lyriska tenorstämma passar för roller som Nemorino i Donizettis Kärleksdrycken, Arturo i Bellinis Puritanerna, Edgardo i Donizettis Lucia di Lammermoor m.fl.

### Populärmusik
Han har uppträtt med bland andra Robert Wells på det årliga Rhapsody in Rock och har varit med om att sätta svenskt publikrekord för show med 43 000 personer på Ullevi lördagen den 9 augusti 2003.

### Svensk fängelsedom och fortsatt karriär i Chile
Tito Beltrán dömdes den 10 oktober 2008 av hovrätten för Västra Sverige till två år och sex månaders fängelse för våldtäkt, sexuellt utnyttjande av underårig och övergrepp i rättssak. Våldtäkten skedde 1999  och offret tilldömdes av hovrätten 87 000 kronor i skadestånd. Hovrätten fällde även Beltrán för att sexuellt ha utnyttjat en minderårig flicka vid ett antal tillfällen mellan 2000 och 2002. De båda målen slogs i hovrätten ihop, och Beltrán dömdes också för övergrepp i rättssak eftersom han trakasserat flickans far, som anmält Beltrán. Flickan tilldömdes 110 000 kronor i skadestånd av hovrätten. Beltrán lämnade anstalten den 25 februari 2010 för att avtjäna resterande delen av straffet med intensivövervakning i hemmet.
Efter att han avtjänat sitt straff lämnade han i februari 2011 Sverige och flyttade till Chile. Han har där från 3 mars 2011 arbetat som jurymedlem i den chilenska versionen av tv-programmet "X-Factor". Beltrán har fortsatt att uppträda i Sydamerika och Europa.

## Utmärkelser
- 2005 – Förtjänstmedaljen "Pablo Neruda" utdelad av Council of Culture and the Arts, för personligheter som givit betydande bidrag till Chiles kulturella upphöjelse.[8]

## Diskografi (urval)
- Till havs. Mariann MLPH 1632. LP. 1986.